# Joan de Beaumont
Joan de Beaumont (3 d'abril de 1419 - 28 de març de 1487) fou el prior de l'orde de Sant Joan de Jerusalem al Regne de Navarra i canceller d'aquest regne. De la facció dels beaumontesos, enfrontada amb la dels agramontesos, fou un fidel partidari del príncep Carles de Viana en la Guerra civil navarresa que aquest va conduir contra el seu pare, Joan II d'Aragó, i van partir presó després de la derrota.
El juny de 1455, el príncep li va concedir els títols de vescomte d'Abarca i Aberoa, després que, un any abans, havia intentat obtenir el bisbat de Pamplona sense èxit, ja que, tot i ser monjo de l'orde de Sant Joan, tenia fills naturals.
El 1460 va anar a Catalunya amb el Príncep de Viana i, quan va esclatar la Guerra civil catalana, es va alinear amb el Consell del Principat, fins al punt que fou enviat amb 2500 homes al rescat de Barcelona, assetjada per Joan el Sense Fe fou el lloctinent de Catalunya del rei Enric IV de Castella, al qual el Consell va oferir la corona el 12 de setembre de 1462. Amb tot, quan aquest renuncià la corona, el juny de 1463, fra Joan de Beaumont, que tenia al seu càrrec la defensa de Vilafranca del Penedès, va rendir la ciutat i es va passar al bàndol reialista el 1464.
Amb Maria de Cristi Erviti va tenir dos fills naturals: Martín de Beaumont i Menaldo o Manaut de Beaumont.